# Ricky Wilson
Pour les articles homonymes, voir Wilson.
 (août 2024).
Si vous disposez d'ouvrages ou d'articles de référence ou si vous connaissez des sites web de qualité traitant du thème abordé ici, merci de compléter l'article en donnant les références utiles à sa vérifiabilité et en les liant à la section « Notes et références ».
Ricky Wilson (né sous le nom de Charles Richard Wilson le 17 janvier 1978) est le chanteur principal du groupe de rock britannique Kaiser Chiefs. 

## Vie privée
Wilson est né à Keighley, dans le West Yorkshire. Il a notamment étudié à Leeds et a obtenu le diplôme d'Art et de Design au Leeds College of Art.
Wilson a été recruté en 1998 par les autres membres de Kaiser Chiefs (connu alors sous le nom de Parva) afin d'en devenir le chanteur.
Ricky Wilson vit toujours dans la région de Leeds.

## Caractère et style
Wilson, toujours très distingué sur scène de par ses vêtements a été élu "personne la mieux habillée" en 2006 par le magazine NME.
Lors des différents concerts que le groupe donne à travers le monde, Wilson se montre toujours très énergique et a la réputation de donner le maximum pour son public comme pour son plaisir personnel. Au Festival de Glastonbury 2005, il lance ainsi un énorme dinosaure gonflable vert dans public, qui est alors parti en "slam" à travers la foule. Au festival de rock Werchter en Belgique en 2008, Wilson court au milieu du public afin de rejoindre un échafaudage en plein milieu de celui-ci, puis y grimpe et se met à regarder ses camarades qui continuaient de jouer. Il a ensuite déclaré avec humour qu'il « était en train de regarder jouer son groupe préféré » (« Watching my favorite band right now »). Lors de l'édition 2015 de La Nuit de l'Erdre, il arrose la foule avec un des jets d'eau utilisés par les bénévoles du festival pour rafraîchir le public lors de la canicule en France.  
Ricky Wilson est connu pour communiquer beaucoup sur scène, pour le plaisir de son public. Il a également l'habitude de surfer sur la foule pendant les concerts, notamment pendant la chanson I Predict a Riot.  

### The Voice UK
Il rejoint le jury de The Voice UK en janvier 2014, lors de la saison 3. Dès sa deuxième saison en tant que coach, c'est son candidat Stevie McCrorie qui remporte l'émission. Lors de la saison 5, son talent Kevin Simm remporte également la finale, devant Jolan, autre membre de l'équipe de Ricky.  
Après cette deuxième victoire consécutive, il est remplacé lorsque le programme passe de la BBC à la chaîne ITV. Dans une interview, il admet avoir mal vécu son éviction de l'émission.  